# Austrophya
Austrophya is een geslacht van libellen (Odonata) uit de familie van de glanslibellen (Corduliidae).

## Soorten
Austrophya omvat 1 soort:
- Austrophya mystica Tillyard, 1909